# Nästan platt mångfald
Inom matematiken säges en slät kompakt mångfald M vara nästan platt om för varje {\displaystyle \varepsilon >0} finns det en Riemannmetrik {\displaystyle g_{\varepsilon }} på M så att {\displaystyle {\mbox{diam}}(M,g_{\varepsilon })\leq 1} och {\displaystyle g_{\varepsilon }} är {\displaystyle \varepsilon }-platt, d.v.s. vi har olikheten {\displaystyle |K_{g_{\epsilon }}|<\varepsilon } för sektionskrökningen av {\displaystyle K_{g_{\varepsilon }}}.

### Allmänna källor
- Gromov, M. (1978), ”Almost flat manifolds”, Journal of Differential Geometry 13 (2):  231–241, https://projecteuclid.org/download/pdf_1/euclid.jdg/1214434488.
- Ruh, Ernst A. (1982), ”Almost flat manifolds”, Journal of Differential Geometry 17 (1):  1–14, https://projecteuclid.org/download/pdf_1/euclid.jdg/1214436698.